# 多刺糙鮋
多刺糙鮋，為輻鰭魚綱鮋形目鮋亞目平鮋科的其中一種，為深海魚類，分布於東大西洋愛爾蘭至塞內加爾海域，包括地中海，棲息深度200-2500公尺，體長可達50公分，棲息在砂泥底質底層水域，生活習性不明，可做為食用魚。

## 扩展阅读
維基物種上的相關：多刺糙鮋